# Nguyễn Phúc Miên Thủ
Nguyễn Phúc Miên Thủ (chữ Hán: 阮福綿守; 5 tháng 3 năm 1819 – 24 tháng 9 năm 1859), tự là Thị Phủ (是甫), hiệu là Thận Trai (慎齋), tước phong Hàm Thuận công (咸順公), là một hoàng tử con vua Minh Mạng nhà Nguyễn trong lịch sử Việt Nam.

## Tiểu sử
Hoàng tử Miên Thủ sinh ngày 10 tháng 2 (âm lịch) năm Kỷ Mão (1819), là con trai thứ chín của vua Minh Mạng, mẹ là Bát giai Mỹ nhân Nguyễn Thị Bân. Hoàng tử là em ruột cùng mẹ với An Thường Công chúa Lương Đức. Khi còn là hoàng tử, ông đã có tính khiêm cung, đến khi ra ở phủ riêng lại tinh thông kinh sử.
Năm Minh Mạng thứ 18 (1837), tháng 2, hoàng tử Miên Thủ vâng mệnh cha đi tế giỗ ở Thái miếu. Lúc mờ sáng, xôi lợn chưa đủ, nhưng hoàng tử vội giục làm lễ. Vua biết chuyện, quở trách: "Điển lễ nhà tôn miếu, long trọng biết nhường nào, tuy làm lễ nên ở lúc sáng sớm, nhưng lễ phẩm hoặc có chưa kịp, thì đợi một chút không hại gì, làm lễ xong, rồi đem việc hặc tâu, thì tội ai người ấy chịu, há chả phải lẽ, sao lại vội vàng như thế, ngày thường trẫm dạy bảo ở chỗ nào, lâu nay theo sư bảo học hỏi những việc gì?". Hoàng tử Miên Thủ bị phạt phải lột ngay áo mũ, mất bổng một năm, về sau không cho phái sung đi tế. Những quan lính chịu trách nhiệm việc tế lễ cũng bị phạt nặng. Ngày hôm sau vua cho tế lễ lại, phái hoàng tử Phú Bình công Miên Áo làm lễ, thay vua tạ lỗi. Tháng 7 (âm lịch) năm đó, vua trả lại mũ áo cho ông, chuẩn cho được cùng các hoàng tử theo ban chầu hầu.
Năm Minh Mạng thứ 20 (1839), vua cho triệu 7 hoàng tử còn nhỏ vào chầu, trong đó có Miên Thủ, sai làm thơ ngay trước mặt để vua xem học lực. Miên Thủ và các hoàng tử Miên Tể, Miên Bật, Miên Vũ lời thơ thông ý đều được gia thưởng; hoàng tử Miên Tích làm thơ chưa hợp cách, cũng châm chước cho qua; còn hai hoàng tử Miên Thần, Miên Trữ đều bỏ giấy trắng, bị phạt 3 tháng lương.
Năm Minh Mạng thứ 21 (1840), hoàng tử Miên Thủ được phong làm Hàm Thuận Quận công (咸順郡公). Cũng trong năm đó, vua cho đúc các con thú bằng vàng để ban thưởng cho các hoàng thân anh em, các hoàng tử công và hoàng tử chưa được phong tước. Quận công Miên Thủ được ban cho một con long mã phụ đồ bằng vàng nặng 7 lạng. Vua còn ban thuyền cho các hoàng tử đã được phong tước là Tùng Quốc công Miên Thẩm, Ninh Quốc công Miên Mật, Hoà Quốc công Miên Quân, Lạc Hoá Quận công Miên Vũ và quận công Miên Thủ để theo hầu vua.
Năm Thiệu Trị thứ 5 (1845), Tôn nhân phủ hặc tâu quận công Miên Thủ nuôi chứa phường chèo trong nhà. Vua bảo rằng: "Năm trước, Tùng Quốc công Miên Thẩm nuôi bọn trộm cướp, diễn trò chơi hát xướng, đã được lời vua dạy bảo ân cần, nghiêm sáng, tha thiết đến chừng nào! Trẫm làm việc ở thân đài, cũng đã ân cần dạy bảo. Miên Thủ lúc ấy cũng tỉnh biết, thế mà nay lại nuôi bọn vô lại ấy, làm trò chơi vô ích như thế, trên thì có lỗi với lời dạy của cha, dưới thì để cho người ta nói đến. Vậy tạm hãy nghiêm quở một lần, giải ngay phạm nhân để tra. Nếu hắn biết mang gậy, xin nhận tội, còn là hơi biết thẹn, biết hối, thì gia ân tạm theo tội nhẹ phạt lương một năm". Bọn hát xướng đều phạt 100 trượng, phát làm binh ở đảo Phú Quốc, vĩnh viễn không cho ân xá.
Năm Tự Đức thứ 12 (1859), Kỷ Mùi, ngày 28 tháng 8 (âm lịch), quận công Miên Thủ mất, thọ 41 tuổi, thụy là Đôn Cung (敦恭). Mộ của ông được táng tại Gia Lê Thượng (thuộc Hương Thủy, Thừa Thiên - Huế), còn phủ thờ được dựng ở ấp Xuân An (thuộc xã Phú Xuân, Hương Trà), sau dời về Vĩnh Lợi, Huế. Năm 1944, vua Bảo Đại truy phong cho ông làm Hàm Thuận công (咸順公).
Quận công Miên Thủ có 27 con trai và 35 con gái. Ông được ban cho bộ chữ Hiệt (頁) để đặt tên cho các con cháu trong phòng. Con trai thứ sáu của ông là công tử Hồng Hiển được tập phong làm Kỳ ngoại hầu (畿外侯), sau phải tội bị đoạt tước, lui về nhàn tản.